# 本能寺の変を題材とした作品
ここでは本能寺の変を扱ったフィクションを中心とした文芸作品や映像作品、その他の作品について説明する。

## 文芸作品・映像作品

### 小説
- 半村良『戦国自衛隊』ハヤカワ文庫、1975年。
  - 戦国時代にタイムスリップした自衛隊員が、自らの把握していた歴史とは異なる歴史に疑問を抱くが、物語の終盤で自らが信長の役を演じさせられていたことに気づかされてエンディングとなる。本作において自衛隊員たちが襲撃されたのは「本能寺」ではなく「妙連寺」であるが、主人公の伊庭義明3等陸尉は自害のための銃の引き金を引いた瞬間に、その場所が「本能寺」に当たることを悟る。
- 池宮彰一郎『本能寺』毎日新聞社、2000年5月。
  - 上巻:ISBN 4620106135 / 下巻:ISBN 4620106143
- 津本陽『本能寺の変』講談社、2002年5月。ISBN 4062106825
- 加藤廣『信長の棺』日本経済新聞社、2005年5月。ISBN 4532170672
- 加藤廣『秀吉の枷』日本経済新聞社、2006年4月。
  - 上巻:ISBN 4532170699 / 下巻:ISBN 4532170702
- 加藤廣『明智左馬助の恋』日本経済新聞出版社、2007年4月。ISBN 4532170761
- 内田康夫『地の日 天の海』角川グループパブリッシング、2008年7月。
  - 上巻:ISBN 404873864X / 下巻:ISBN 4048738666
- 北野武『首』KADOKAWA、2019年。

### 川柳
- 「本能寺 端の歩をつく 暇もなし」（『誹風柳多留』三篇）- 緊急事態を将棋になぞらえたもの。

### 映画
- 『本能寺合戦』（1908年）
  - 日本初の時代劇とされている映画。
- 『旧劇 太功記十段目 尼ヶ崎の段』（1908年）
- 『敵は本能寺にあり』（1960年）
  - ここでの光秀は信長の小姓・森蘭丸の策略によって精神的に追い詰められ、信長を討つことを決める悲劇の武将として描かれた。
- 『続・忍びの者』（1963年）
  - 信長に妻子を殺された石川五右衛門が家康の送り込んだ服部半蔵の助言を得て、裏面工作で光秀を唆し謀反を起こさせて、炎上する本能寺に五右衛門自らが飛び込んで信長を斬殺している。
- 『時空の旅人』（1986年）
- 『GOEMON』（2009年）
  - 信長暗殺の連判状が存在、秀吉と光秀の名前があるが、秀吉と光秀の共謀ではなく、秀吉が光秀をそそのかしたようになっている。また、五右衛門の出自や人間関係など史実とはかなり違う内容になっている。
- 『信長協奏曲』（2016年）
- 『本能寺ホテル』（2017年）
- 『映画刀剣乱舞-継承-』（2019年）
- 『レジェンド&バタフライ』（2023年）
  - ここでの光秀は「魔王としての信長」に心酔しており、濃姫との愛を通じて変わっていく信長の姿に「魔王でない、弱くなった信長など許せない、誰かに討たれるなら自分が討つ」との思いから本能寺の変を起こしたという設定になっている。
  - ここでの家康饗応の席での暴行は、『勧進帳』よろしく「家康に魔王信長の恐ろしさを見せつけるために光秀が仕組んだ芝居」という設定で、光秀はそこで信長が自分に対して手加減した上、その芝居を家康にも見抜かれたことから「魔王でなくなった信長」に失望して見切りをつける。
  - 信長は自刃の直前に、懐からこぼれ落ちた濃姫からの贈り物の蛙の香炉に気づき、「本能寺から辛うじて脱出した後、自分の子を身ごもった濃姫と共に船で異国へ旅立つ」というつかの間の空想に浸る。そして幸若舞「敦盛」を舞いながら「ずっと…ずっと好いておった」と濃姫への思いを噛み締めつつ首筋を切り自刃した。その頃安土城で病床に伏していた濃姫も、信長から贈られた南蛮の楽器・リュートを弾きながら同じ空想をしていた。
- 『首』（2023年）
  - 「秀吉黒幕説」を軸にしており、登場人物が皆「成り上がるためなら邪魔者は容赦なく消す」思考の下に、身内や愛を注ぐ者ですら切り捨て、武士も農民も「首」を取ることに奔走する痛快かつ冷徹な戦国時代の人間模様を、ブラックユーモアを交えて描いた「史上最狂の本能寺の変」と謳われた（なお本作はR15＋指定である）。
  - 秀吉は反乱を起こして逃亡した信長の家臣・荒木村重を利用し、主君の信長と光秀を陥れて密かに天下を獲ろうと企む。一方信長は村重の反乱の黒幕が家康だと考えて光秀に家康の暗殺を命じるが、秀吉は家康の暗殺を阻止することで信長と光秀を対立させる。信長・光秀・村重の三者が実は同性愛の三角関係でそこが本能寺の変につながる要素だったり、信長は本能寺で黒人の従者に斬首されて殺され首を持ち去られるなど、独自の解釈が多く盛り込まれている。
  - ここでの光秀は「自分が神と思って信奉してきた信長も、実は我が子が可愛い普通の人間だった」と知ったことで失望・激怒して（神と思っていたからこそ数々の過酷なパワハラに耐えてきたので）本能寺の変を起こしたという設定になっている。

### テレビドラマ
- 『織田信長』（1994年、テレビ東京新春ワイド時代劇）
- 『国盗り物語』（2005年、テレビ東京）
- 『信長の棺』（2006年、テレビ朝日）
- 『明智光秀〜神に愛されなかった男〜』（2007年、フジテレビ系列）
  - 信長とは違い「民衆と手を取り合い平和に天下を統一したい」と考える秀吉と光秀両者の意思が疎通しあい、光秀が謀反することを秀吉は察知しており、光秀も自ら秀吉に自分を討たせて秀吉に天下を取らせたという設定で、「秀吉・光秀共謀説」のように描かれた。また、信長が朝廷を滅ぼす意思を光秀に語った件から光秀の様子がおかしくなっており、朝廷を守るために信長を討ったという要素も見え隠れする。
- 『敵は本能寺にあり』（2007年、テレビ朝日）
- 『女信長』（2013年、フジテレビ）
  - 信長が女性という設定の仮説系。愛する信長を武将としての宿命から救ってやりたい光秀が、「信長は死んだことにする」ために本能寺の変を起こす戦国ラブストーリー。突っ込み所満載だがエンタメとして「そう来るか」の痛快さがあり、この流れでの「敵は本能寺にあり」がとてつもなく切ない。信長役の天海祐希が舞う「敦盛」も宝塚時代を彷彿とさせ、最後は2人で船に乗り、いわば駆け落ちのような形で異国へ旅立つというハッピーエンドだった。
- 『信長燃ゆ』（2016年、テレビ東京）
- 『空想大河ドラマ 小田信夫』（2017年、NHK）
  - 「どこかで見たような架空の小大名」を主人公にした超絶コメディー系で、ネプチューン主演の大河ドラマのパロディー。小田信夫（堀内健）が何かにつけて「敦盛」を舞いたがり、それに呆れ果てた明智充（名倉潤）が主君にお灸を据えようと謀反を起こす。炎上する本能寺の近辺のある寺の中、ついに「敦盛」を舞う信夫の前に充が登場し、仲直りした後柴田勝夫（原田泰造）も加わり一緒に舞う。最終話のサブタイトルは「本能寺の辺」で、実際の大河ドラマ『真田丸』のセットとスタッフを使った格調高い映像と、バカバカしいストーリーのギャップが新鮮だった。
- 『光秀のスマホ』（2020年、NHK）
  - 「戦国時代にスマホとSNSがあったら」という空想系で、LINEやtwitter上での本能寺の変にまつわるやり取りを30分（5分×6話）で表現した。
  - 戦国時代らしく、各スマホアプリの名称が「LINE」が「FUMI」、「twitter」が「norosy」、「Teams」が「Gungi」、「Yahoo！ニュース」が「Sengokuu！ニュース」などとそれっぽい名前になっているのが特徴。norosy上でエゴサーチしたり裏アカウントで愚痴を言う光秀、信長から殺到する電話に震える光秀など、手の中のスマホ画面だけで戦国時代を描く。家臣団とのグループFUMIで「敵は」「本能寺に」「蟻！」と焦って変換ミスする光秀と、炎上する本能寺から「光秀、是非に及ばず」とFUMIしてきた信長の達観、落ち武者狩りの民衆の竹槍に貫かれて倒れた光秀のスマホをその落ち武者狩りが拾い、ニュースサイトで本能寺の変に関するニュースを見るというラストシーンも印象に残る。
  - ここでの本能寺の変の黒幕は秀吉の正妻・寧々で、夫の浮気癖について信長に相談した際にセクハラを受け、その恨みから光秀をそそのかして信長を謀殺したという設定。この件は秀吉の視点を加えた特別編「光秀のスマホ 歳末の陣」で明らかにされた。
  - その後「天下人のスマホ」としてシリーズ化され、信長視点のスマホ画面のドラマ「信長のスマホ」も制作された。最後に謀反に遭った信長は、炎上する本能寺の中で「光秀、是非に及ばず」とFUMIした後小姓の森蘭丸を呼び、スマホを渡して自分が「敦盛」を舞う様子を撮影・ライブ配信させる。そこに事態に気づいた家臣団のグループFUMIからの投稿が殺到した所で画面が暗転し、本能寺の焼け跡で誰かが壊れた信長のスマホを拾うというラストシーンである。

#### 大河ドラマ
- 『太閤記』（1965年）
  - 無用な殺生を嫌う光秀と、戦に勝つためには女子供も皆殺しにする信長の対比が重点として描かれた。本能寺襲撃の際には、光秀は僧侶・女性・子供を逃がしている。
  - 信長は襲撃を受けた際も一切取り乱すことなく堂々と振る舞い、最後は自身のここまでの道のりを思い返しつつ不敵な笑みを浮かべて自刃した。第32話（8月8日放送）で描かれる予定だったが、信長役に抜擢された新人・高橋幸治の人気により「信長を殺さないで」と投書が殺到したことで第42話（10月17日放送）へ2カ月延期となった。
- 『国盗り物語』（1973年）
  - パワハラと領地召し上げに耐えかねた光秀による「暴君討伐説」というベーシックの傑作として人気が高い。家康饗応の席で光秀が「私も苦労をした甲斐がありました」と発言したところ信長が「お前がいつ苦労をしたのだ！」と激怒し、欄干に頭を打ちつけられるなどの暴行を受けて流血する光秀の「殺してやる…」の心の声が特徴的。「敵は本能寺にあり」「『敦盛』を舞う」「是非に及ばず」といった要点を押さえつつ、信長が光秀を高く評価していたゆえの悲劇性もずば抜けていた。
- 『黄金の日日』（1978年）
  - フィリピン・ルソン島と堺を舞台に、海上貿易で富を得た商人・呂宋助左衛門の生涯を描く。ここでの光秀は自らの心情を語る場面がほとんどなく、本能寺の変に至る経緯も描かれていない。ここでは、助左衛門が嵐で難波しかけていた飛脚の船を助けた際に見つけた毛利宛ての密書を通じて本能寺の変を知り、その密書を毛利氏攻め中の秀吉に届けに行くという展開になっている。
  - 主観描写を排し、全て登場人物たちが後の伝聞とイメージで思い浮かべる抽象的な（舞台演出のような）描写が特徴的だった。
- 『おんな太閤記』（1981年）
  - 秀吉の正妻・ねねが主人公で、彼女の視点で本能寺の変を描く。光秀は丹波波多野氏の攻略時に人質に差し出した母親を見殺しにされたことから、信長への恨みを募らせて「信長の下では生きてゆけぬ。討たれる前に討つ」と本能寺の変を起こす。
  - ねねは長浜で留守を預かっていた時に本能寺の変を知り、家族と共に山中の寺へ避難する最中に浅井氏の残党の山賊に襲われ、生き延びるために初めて殺人を犯す。一方秀吉は、偶然捕らえた光秀からの使者が持っていた小早川隆景宛ての密書から本能寺の変を知り、急いで光秀討伐に向かう。
- 『徳川家康』（1983年）
  - 光秀は家康の饗応役を命じられるが、それに際して安土城に設けた客殿の件で信長の不興を買って面罵された上に毛利氏攻めの大将である秀吉の援護に行くよう命じられ、これを屈辱と感じて（突発説・怨恨説）信長を討つことを決意したという展開になっている。またここで光秀に暴力を振るったのが、信長本人でなく小姓の森蘭丸になっているのが特徴。
  - 信長の正妻・濃姫も本能寺にいて、薙刀を手に奮戦する独自の展開がある。信長は「光秀め、まんまとやりおったのう」とほくそ笑み、果敢に応戦した後自ら燭台を倒して放火し、自分の腹と首筋を切った後「生きたい…もうしばらく生きたかったぞお濃！もう2年だけ…そうしたら必ず日本を平定してみせてやる！いや2年が無理ならば1年、1年が無理ならば一月でよい…一月あれば、俺は中国を平定できる男なのだ！一月が無理ならばあと10日、5日…」と言い残して絶命した。
- 『春日局』（1989年）
  - 光秀の腹心・斎藤利三の娘にして3代将軍徳川家光の乳母の春日局（おふく）が主人公で、彼女の視点で本能寺の変を描く。家康は信長に会うために京に向かう途中で本能寺の変を知り、光秀を討伐するべく急いで岡崎に戻り軍備を整えに行くという展開になっている。
  - 一方、光秀は信長を討った後有頂天で安土城入りを果たすが、あくまで慎重な利三との間に次第にズレが生じ、その隙を突いた秀吉の策に嵌まって山崎の戦いで敗れ、共に命を落とす。幼かったおふくは秀吉による残党狩りを逃れるため潜伏生活を余儀なくされ、そこで後に家光を産むお江与と出会う。
- 『信長 KING OF ZIPANGU』（1992年）
  - 信長は光秀に絶対的な信頼を置き、光秀も懸命にその期待に応えるべく奔走するが、そのために次第に疲弊していく。当時話題になっていた過労死の問題と、ストレスと多忙による不眠に悩む光秀の苦悩が重ね合わされ、発作的に（突発説）信長を討った後光秀は「これで、眠れる…」と呟く。ただし、家臣たちの前で謀反の決意を告げた際は、建前として信長への不信感を挙げている。光秀の謀反に対して信長は「明智光秀か、ありそうなことじゃ」と淡々と言い、最後は「余が最後にできる新しきこととは、死ぬことかも知れぬ」と言い残して自刃した。
- 『秀吉』（1996年）
  - 家康の謀略と怨恨説が混在して描かれる。家康は信長の光秀に対する冷遇（丹波波多野氏の攻略時に、人質に差し出した光秀の母が見捨てられた件など）に、自身の築山殿事件の恨みを語って同情すると見せかけ、謀反に及ぶようそそのかしている。
  - 千宗易も信長に疎まれたため、光秀に本能寺の情報を流した描写があるが、信長謀殺を意図していたかは不明。また家康が光秀をそそのかしている現場を目撃していた。宗易は信長との最後の謁見の折に秀吉の茶頭になることを許された後、信長に何かを伝えようと引き止めるが、信長は去っていく。宗易が「利休」と改名した後、この一連の真実を秀吉が知ることとなり、最終的に秀吉が利休に切腹を命じる引き金となる。
  - 襲撃された信長は「光秀め、やりおるわ！水色桔梗、美しき旗じゃ」と笑った後果敢に応戦し、最後は「敦盛」を舞った後「神か、神が死ぬか」と自分の首筋を切り、大河ドラマ史に残る壮絶な自刃を遂げた。
- 『利家とまつ〜加賀百万石物語〜』（2002年）
  - 「黒幕が誰であるか」よりは光秀の苦悩と秀吉の野望を中心に形成され、主人公の前田利家は全く関与せず。信長以外の者は皆赤い流星群や燃え上がる安土城の幻影を見て、本能寺の変が起こることを事前に知っていたという内容となっている。
  - 家康饗応の席で家康の家臣たちが出された鮒の刺身に文句をつけ、これに家康が戸惑う一幕があり、この時のトラブルが本能寺の変の要因の一つとされている。
  - 光秀は理知的・内向的・冷静沈着で信長に対しても臆せず物を言う（悪く言えば理屈っぽく、そのために信長の怒りを買う）キャラクターとして描かれているが、本能寺を襲撃する時は一転、何かに取り憑かれたような狂気を剥き出しにした（なお動機は暴君討伐説に近い）。また信長と光秀が直接対話するシーンがあるのが特徴で、信長は最後は「敦盛」を舞った後「犬！又左衛門！…さらばじゃ」と言い残して炎上する本能寺の中に姿を消した。
- 『功名が辻』（2006年）
  - 怨恨説、三職推任問題などに触れながら、光秀とその従兄妹で信長の正妻・濃姫との関係にスポットを当てている。光秀の「今の織田の天下は自分たち家臣の労力のおかげ」という発言を聞いた信長は「おのれが、いつどこで骨を折った？」と光秀を問い詰め、さらに領地を召し上げるなどのパワハラを行う。さらに「もはやこの国に朝廷もいらぬ」「余がこの国の王である」という発言が、本能寺の変を起こす決定打となる。
  - 襲撃された信長は西洋甲冑を楯代わりに用い、火縄銃を巧みに操って銃撃戦を繰り広げるなどの奮戦の末に、「夢、幻の如くなり（「敦盛」の一節）」と言い残して首筋を切り自刃した。濃姫も本能寺にいて陣太刀を手に信長と共に戦い、最後は明智勢の銃撃に斃れた。
- 『天地人』（2009年）
  - 自刃しようとした信長が上杉謙信の霊と対峙するシーンがあり、「天の時、地の利に恵まれていたが、人の和を軽視した」と言う謙信に「きれいごとではこの世は治まらぬ」「信じるは己のみ」と返していた。また本能寺に火縄銃用の弾薬が隠されていたという独自の解釈があり、最後にその弾薬に引火したことで本能寺が爆発炎上するという演出がある。
- 『江〜姫たちの戦国〜』（2011年）
  - 信長の姪に当たる浅井三姉妹の末娘・江が主人公で、彼女の視点で本能寺の変を描く。信長は光秀を自分の後継者と高く評価した上で「もう一皮剥けてほしい」と望んでおり、敢えて辛く当たっていたが、光秀はその真意に気づかず恨みを募らせ、謀反に及ぶ。
  - 襲撃された信長は「そうか光秀、お主も天下が欲しかったか」と呟き応戦。最後に自刃するべく本能寺の奥の間に入ろうとすると幼い江の幻影が現れ、「わしは思うまま存分に生きたぞ」と語った後誘われるように光の中へ向かう。その後、伊賀越え中に野武士に取り囲まれた江の前に信長の幻影が現れて「前に進め！そちは生きよ」と彼女を励まし、彼女の馬に一緒に跨がり駆けていく幻想的な演出があった。
- 『軍師官兵衛』（2014年）
  - 信長による恵林寺焼き討ちの件で、光秀は無用な殺戮を諫めるが叶わず、焼け落ちた恵林寺を前に膝をつき「なぜだ…なぜここまで」と泣き崩れるなど悲愴感あふれる描写が特徴的。
  - その後、家康饗応の席で信長に「出した料理の味が薄い、徳川殿の好みに合わすのだ。それがお主の役目であろう！」と難癖をつけられたことと、彼が天皇に成り代わろうとしているような素振りを見せたことでついに信長を見限り、本能寺の変を起こす。
  - 濃姫も本能寺にいて、最後は深手を負った後信長に介錯されるシーンがあった。
- 『真田丸』（2016年）
  - 家康饗応の席で信長が「誰が骨を折ったのじゃ！お主が何をしたのじゃ！」と欄干に光秀の頭を打ちつける折檻を行い、それが原因で光秀が謀反を起こしたかのように描かれている。本能寺の変は焼け落ちる本能寺と崩れ落ちる信長の甲冑の映像をバックに「天下統一を目前に、織田信長が死んだ」とナレーションで語られるシーンのみで描かれ、「大河ドラマ史上最速の本能寺の変」と話題になった。また二条御所にいた織田信忠が切腹するシーン、信繁と側近が本能寺の焼け跡を訪れるシーンも描かれている。
- 『おんな城主 直虎』（2017年）
  - サブタイトルが「本能寺が変」だったりと一風変わったコメディータッチの展開で、光秀は以前から信長の命を狙っており、「徳川家もいつか取りつぶされる」という懸念から家康に共謀を持ちかける。そして饗応の途中で、光秀は信長から毛利氏攻めの大将である秀吉の援護に行くよう命じられたことで「計画が狂う」と焦り、その合間に訪れた愛宕神社で吉凶を占うべくおみくじを引く。3度も「凶」を引いた末にようやく「大吉日」を引き、明智勢が意気揚々と本能寺へ向かう所で終わっている。
  - ここでの光秀は「（秀吉の援護に）行けと言うておるのじゃ！このキンカン！」と信長に足蹴にされても跪いて懸命に彼の靴を拭き、信長もそんな光秀に急に態度を変え、肩を叩きつつ「『そなたが頼りだ』と言うておるのじゃ」と優しい声色で語りかけるなど、傍目にはやや異常な主従関係として描かれている。
  - 井伊谷では万千代が直虎と協力して、光秀の謀反が成功した際に家康を安全に三河へ逃がすルートを確保するべく奔走するが、家康の予測不能な行動に振り回される。
- 『麒麟がくる』（2020年 - 2021年2月）
  - 大河ドラマとしては初めて光秀一人のみを主人公に据えた。信長の天下統一を光秀が導いており、信長は光秀を深く信頼し父のように慕っていくという展開。後半は、信長の光秀への執着心と承認欲求から次第に両者の間に溝ができていく過程が描かれている。
  - 本能寺の変の要因は、時代考証を担当した小和田哲男がかねてから唱える「信長非道阻止説」をベースに、饗応役の解任など古典の新解釈から室町幕府説（光秀が足利義昭の討伐を命じられるシーンもある）、朝廷説、四国説まで幅広く取り入れられた。ただ、誰が黒幕というよりは「この信長を作ったのは光秀であり、作った者自らがその始末をなすべきである」という描写である。
  - ここでの光秀は家康と深い信頼関係を築いており、家康は毒殺を恐れて自ら饗応役に光秀を指名し、光秀も信長から直前に饗応役の解任を言い渡されても「家康との約束だから」と食い下がったが、これが信長の嫉妬と反感を招いて饗応の席での暴行につながる。家康饗応の席で信長は「出した膳が違う」と難癖をつけ、慌てて膳を下げようとして中身をこぼした光秀に蹴りを入れ、光秀も制止に入った小姓の森蘭丸を払いのけて手刀を叩き込み、その手刀を突きつけつつ鬼の形相で信長を睨み返すなど鬼気迫る描写がある。
  - 襲撃された信長は肩の矢傷の血を指で取ってなめ、「十兵衛、そうか、そなたが…そうか…十兵衛か…であれば、是非もなし！」と涙を浮かべつつ不敵に笑いながら呟いた後、果敢に応戦した末に「わしの首は誰にも渡さぬ、わしを焼き尽くせ」と蘭丸に放火を命じて自刃した。光秀は炎上する本能寺を眺めながら信長との日々を思い返し、自らの手で主君を討たねばならなかった複雑な胸中を覗かせた。
- 『どうする家康』（2023年）
  - 伏線として家康による「信長暗殺計画」が語られ、その障害となり得る光秀を排除するために自分の饗応の席で、「出された鯉の刺身から異臭がする」と言い出す。「家康主犯・黒幕説」と「鯉の刺身が傷んでいたため饗応役の光秀が信長の怒りを買った」説を組み合わせた物で、実はこの時光秀も家康の毒殺を目論んでいたが信長に止められており、信長が激怒したのもこの家康の挙動を「自分が止めたにもかかわらず光秀が家康の毒殺を実行した」と取ったためとされている。
  - 家康饗応の席で激怒した信長に暴力を振るわれた光秀は、「私は何の細工も…上様のお申しつけ通り…私は何も！」と弁解したことで逆に自分の毒殺計画を家康にバラす形になり、さらに信長を怒らせてしまう。そして退出を命じられ、去り際に「三河のクソ田舎者が！」と家康を罵倒した。このことで家康は光秀の恨みを買って信長共々命を狙われる事態になり、それが決死の伊賀越えにつながる。
  - ここでの信長はいずれ自分が多くの血を流してきた報いを受けることを予見しており、「報いとして家康に討たれるのなら本望」と考えている節があった。だが家康は堺でのお市との対話で信長の自分に対する思いを聞かされて決心が鈍り、その間に己の身の破滅を悟り半ば自暴自棄に陥った（突発説・怨恨説）光秀が本能寺を襲撃する。深手を負いながらの奮戦の末に自分を襲ったのが光秀だと知った信長は、眼前の光秀に対して「なんだお前か…」「やれんのかキンカン頭ぁ！お前に俺の代わりが！」と失望と怒りを露わにしながら炎上する本能寺の中に姿を消した。そしてその知らせを聞いた家康は「弱く臆病なわしが、ここまで生き延びてこられたのは、あなたがいたからじゃ」「さらば、狼。ありがとう、我が友」と心の中で信長に別れを告げた。

### テレビ番組
- 『時空警察』（2001年12月30日、日本テレビ）
  - 「光秀＝南光坊天海説」を採用し、「光秀・秀吉・家康の3人が黒幕として本能寺の変を起こした」と結論を出した。家康と秀吉は各々が独立し光秀に協力したとある。
- 『日本史サスペンス劇場』（日本テレビ）
  - 濃姫が黒幕であるとし、光秀とは従兄妹関係にある説や恋仲説を提唱。また濃姫は美濃の斎藤一族が滅んだのち歴史書から抹消されており、番組内では嫡子織田信忠を産んだ生駒氏を濃姫に代わり正室にしたとしている。
- 『古舘トーキングヒストリー〜戦国最大のミステリー 本能寺の変、完全実況〜』（2018年1月6日、テレビ朝日）

### 演劇

#### 浄瑠璃
- 『絵本太功記』
  - 武智（明智）光秀が主君小田春長（織田信長）を討つ過程とその後の悲劇を描く。十段目「尼崎閑居の段」が有名。
- 『仮名写安土問答』
- 『三日太平記』

#### 歌舞伎
- 『時桔梗出世請状』
  - 四代目南北作の史劇で、通称『馬盥の光秀』。
  - 信長（芝居では春長）は、気に入らない者を執拗にいたぶり続けるサディスティックな性格に描かれている。対して、光秀は実直一方でひたすらいじめに耐え続ける人物とされ、その末に本能寺の客間で自分の忌まわしい過去（貧困に苦しむあまり妻の髪を切って売っていた）を暴露されて謀反を決意するという筋である。光秀は死に装束姿で「もはやこれ以上の恥辱に耐えきれない。武士として死を以て抗議する」と切腹すると思ったら上使から介錯用の刀を奪って斬り捨て、そこから本能寺の襲撃に向かう。

#### 落語
- 『本能寺』
  - 登場人物の挙動に歌舞伎の所作が入るなど芝居がかりになる「芝居噺」とは異なり、この演目は芝居小屋での上演そのものの光景を表現している。

#### ミュージカル
- 『本能寺が燃える』
  - エフエム愛知、2011年。脚本・作詞 あおい英斗、作曲 なかむらたかし、山本雅士

### 漫画
- 『信長を殺した男〜本能寺の変431年目の真実〜』
- 『へうげもの』
  - 「千宗易（後の利休）が秀吉を煽動し、2人が光秀を謀反に追い込んで信長を抹殺する」という説を取る（表面上は全て史実通りの展開）。「光秀は詰めが甘く信長を殺せないのでは」と危惧した秀吉が、光秀を出し抜く形で自ら本能寺に潜入して信長を斬殺するという展開になっている。胴体を一刀両断された信長は「刀が安い！」と一喝した後流れ出る自分の血で茶を点て、その茶碗を恐れおののく秀吉に手渡した後息絶えるという、まさに魔王の風格。
- 『瑪羅門の家族』
  - 信長が天下獲りに魔修羅一族の力を借りていたとされ、それを阻止すべく当時の瑪羅門一族が、光秀を「聖なる力（チャクラ）」で操り謀反を起こさせたことになっている。両者とも操り人形と化しており、瑪羅門の介入に気づいた魔修羅は早々に信長を見捨てて撤退し、また光秀もなぜ自分が意志と無関係に主君を討つのか理解できないまま攻撃を指揮する。
- 『夢幻の如く』
  - イスパニア出身の宣教師カブラルや朝廷の貴族に光秀が扇動され、さらに一族が信長のために大勢殺されたことを恨んだ光秀が謀反を起こしたことになっている。一方、秀吉は光秀の叛意に気づいていたものの、本当に謀反を起こすとは思ってもいなかったため、本能寺の変の知らせに仰天している。ただし、この作品では信長は森蘭丸とともに（超常現象に巻き込まれた形だが）本能寺を脱出して生き延びており、謀反は失敗に終わっている。
- 『TENKA FUBU信長』
  - 「俺の暴走を止めたいなら謀反を起こせ」と、信長自身が光秀に諭している。また作中では、投降した武田氏の家臣団を光秀の面前で皆殺しにするシーンがある。
- 『MISTERジパング』
  - 決起直前に、光秀が「朝廷から示唆された」ことをほのめかす。なお、この作品では切腹の直前に主人公がタイムスリップで帰還し、そのまま信長も別の時代にタイムトリップするという結末になっている。またこの作品では、信長の有名な「是非に及ばず」というセリフを「しょうがねぇな」と現代風にアレンジしている。
- 『織田シナモン信長』
  - 本編では犬に転生した豊臣秀吉（豊臣セイヤ秀吉）によれば、前世で秀吉が光秀を討ったずいぶん後に本能寺の変の黒幕を知ったため、「光秀には悪いことをした」と後悔している。その反面、秀吉の軍師であった黒田官兵衛と2人で「本能寺の変の首謀者が明智光秀である」という説を流布し通説化させたとされている。
- 『陸奥圓明流外伝 修羅の刻（信長編）』
  - 本編中では理由は語られていないが、作者はあとがきで「天下が獲れそうだったから謀反を起こしたのではないか」と書いている。
- 『戦国自衛隊』（田辺節雄版）
  - 前述の小説版をほぼ忠実に劇画化した作品。正確には「本能寺の変」そのものではなく、天下統一を目前にした自衛隊員のほとんどが宿泊していた「妙連寺」が襲撃の舞台となり、作中のサブタイトルや続編『続・戦国自衛隊』では「妙連寺の変」と呼称されている。また、自衛隊を襲撃したのは史実の明智光秀ではなく細川藤孝である。
- 『戦国自衛隊』（森秀樹版）
  - 原作小説や田辺版とは異なるオリジナルストーリー。タイムスリップした自衛隊は、そこが「本能寺の変」の起こる直前の時代であることを知り、「自分たちが歴史に大きく介入すればそれに対する修正力が働いて現代に戻れるのではないか」と考え、明智光秀の織田信長襲撃の現場に介入し、命を落とすはずの信長を救い出すことに成功する。しかし現代には戻れず、助け出した信長と戦うことになる。
- 『ねこねこ日本史』
  - ここでの光秀は信長に気に入られ愛されすぎて次第に鬱陶しくなり、耐えかねた末に本能寺の変を起こしたという設定になっている。

### ゲーム
- 『信長の野望シリーズ』
  - 『信長の野望・全国版』以降イベントで本能寺の変が発生する仕組みとなっているが、一部の作品では本能寺の変のきっかけとなった様々な説を取り入れている。『烈風伝』では怨恨説に対し『嵐世記』では四国征伐阻止説を取り入れ、『天道』では理想相違説を取り入れている。
- 『下天の華』
  - 本能寺の変の黒幕は光秀ではなく信長の弟の織田信行であり、光秀は信長に完全に心酔しているなど完全なフィクションとして描かれている。ただし史実の信行も、信長に対して謀反を企てている。
- 『戦国大戦』
  - 『戦国大戦　- 1582 日輪、本能寺より出ずる -』以降の群雄伝で本能寺の変のシナリオが登場する。
- 『戦国炎舞 -KIZNA -』
  - 明智光秀の後衛攻撃スキル「本能寺の変」として使え、AP消費40で相当なダメージが出せる。

### インターネットコンテンツ
- 『「本能寺の変」踊る授業シリーズ【踊ってみたんすけれども】』（参照）
  - ダンスユニットのエグスプロージョンが、YouTube上に公開した動画。本能寺の変の概説を面白おかしく説明しながら踊るという内容。この動画が人気を博し、のちに『踊る授業シリーズ』の続編も公開されている。